# Telfs Patriots 2024
Questa voce raccoglie le informazioni riguardanti i Telfs Patriots nelle competizioni ufficiali della stagione 2024.

## Austrian Football League 2024

### Stagione regolare
| Vienna 16 marzo 2024, ore 16:00 1ª giornata | Vienna Vikings | 83 – 7 (28-0 19-0 36-7 0-0) referto | Telfs Patriots | Footballzentrum Ravelin |

| Mödling 30 marzo 2024, ore 17:00 3ª giornata | AFC Rangers Mödling | 35 – 7 (20-0 8-0 0-7 7-0) referto | Telfs Patriots | Stadion Mödling (290 spett.) |

| Praga 14 aprile 2024, ore 15:00 4ª giornata | Prague Black Panthers | 84 – 0 (35-0 21-0 7-0 21-0) referto | Telfs Patriots | Stadion SK Prosek (469 spett.) |

| Telfs 28 aprile 2024, ore 15:00 5ª giornata | Telfs Patriots | 6 – 56 (0-28 0-14 6-7 0-7) referto | Tirol Raiders | Sportzentrum Telfs |

| Telfs 4 maggio 2024, ore 15:00 6ª giornata | Telfs Patriots | 21 – 56 (0-7 14-28 7-7 0-14) referto | AFC Rangers Mödling | Sportzentrum Telfs (350 spett.) |

| Graz 18 maggio 2024, ore 15:00 7ª giornata | Graz Giants | 64 – 0 (30-0 7-0 14-0 13-0) referto | Telfs Patriots | Stadion Eggenberg (986 spett.) |

| Telfs 25 maggio 2024, ore 15:00 8ª giornata | Telfs Patriots | 3 – 47 (0-14 3-20 0-13 0-0) referto | Graz Giants | Sportzentrum Telfs (150 spett.) |

| Telfs 30 maggio 2024, ore 15:00 Recupero 2ª giornata | Telfs Patriots | 0 – 41 (0-14 0-17 0-7 0-3) referto | Salzburg Ducks | Sportzentrum Telfs |

| Innsbruck 9 giugno 2024, ore 18:00 9ª giornata | Tirol Raiders | 50 – 27 (9-0 14-7 20-7 7-13) referto | Telfs Patriots | Football Bundes Leistungs Zentrum (794 spett.) |

| Telfs 15 giugno 2024, ore 15:00 10ª giornata | Telfs Patriots | 6 – 49 (0-28 6-7 0-7 0-7) referto | Danube Dragons | Sportzentrum Telfs (300 spett.) |

## Statistiche di squadra
| Competizione      | %Vittorie | In casa | In casa | In casa | In casa | In casa | In casa | In trasferta | In trasferta | In trasferta | In trasferta | In trasferta | In trasferta | Totale | Totale | Totale | Totale | Totale | Totale |
| Competizione      | %Vittorie | G       | V       | N       | P       | Pf      | Ps      | G            | V            | N            | P            | Pf           | Ps           | G      | V      | N      | P      | Pf     | Ps     |
| ----------------- | --------- | ------- | ------- | ------- | ------- | ------- | ------- | ------------ | ------------ | ------------ | ------------ | ------------ | ------------ | ------ | ------ | ------ | ------ | ------ | ------ |
| Stagione regolare | .000      | 5       | 0       | 0       | 5       | 36      | 249     | 5            | 0            | 0            | 5            | 41           | 316          | 10     | 0      | 0      | 10     | 77     | 565    |
| Totale            | .000      | 5       | 0       | 0       | 5       | 36      | 249     | 5            | 0            | 0            | 5            | 41           | 316          | 10     | 0      | 0      | 10     | 77     | 565    |

## Statistiche personali

### Marcatori
| Giocatore  | Ruolo | TD rush | TD recv | TD int | TD p.ret | TD k.ret | TD oth | Xp1 | Xp2 | FG | Saf | Totale |
| ---------- | ----- | ------- | ------- | ------ | -------- | -------- | ------ | --- | --- | -- | --- | ------ |
| Watkins    |       | 1       | 3       | 0      | 0        | 0        | 0      | 0   | 0   | 0  | 0   | 24     |
| Danler     |       | 2       | 0       | 0      | 0        | 0        | 0      | 0   | 0   | 0  | 0   | 12     |
| Holzknecht |       | 0       | 2       | 0      | 0        | 0        | 0      | 0   | 0   | 0  | 0   | 12     |
| Ladner     |       | 0       | 0       | 0      | 0        | 0        | 0      | 8   | 0   | 1  | 0   | 11     |
| Fugger     |       | 0       | 0       | 1      | 0        | 0        | 0      | 0   | 0   | 0  | 0   | 6      |
| Meinschad  |       | 0       | 1       | 0      | 0        | 0        | 0      | 0   | 0   | 0  | 0   | 6      |
| Schmidt    |       | 0       | 1       | 0      | 0        | 0        | 0      | 0   | 0   | 0  | 0   | 6      |

### Passer rating
| Giocatore | G  | Att | Comp | Int | Yds | TD | NFL   | NCAA  |
| --------- | -- | --- | ---- | --- | --- | -- | ----- | ----- |
| Danler    | 10 | 168 | 63   | 13  | 806 | 7  | 34,97 | 76,07 |
| Schmidt   | 2  | 7   | 2    | 0   | 41  | 0  |       |       |
| Watkins   | 1  | 1   | 0    | 0   | 0   | 0  |       |       |